# Lystrocteisa myrmex
Genre
Espèce
Lystrocteisa myrmex, unique représentant du genre Lystrocteisa, est une espèce d'araignées aranéomorphes de la famille des Salticidae.

## Distribution
Cette espèce est endémique de Nouvelle-Calédonie.

## Description
La femelle holotype mesure 4 mm.
La carapace du mâle décrit par Patoleta et Gardzińska en 2013 mesure 1,72 mm de long sur 1,13 mm et l'abdomen 1,82 mm de long sur 0,99 mm et la carapace de la femelle  mesure 1,67 mm de long sur 1,08 mm et l'abdomen 2,09 mm de long sur 1,11 mm. Cette araignée est myrmécomorphe.

## Publication originale
- Simon, 1884 : Note sur le groupe des Diolenii (famille des Attidae) et descriptions d'espèces nouvelles. Annales de la Société Entomologique de Belgique, vol. 28, p. 225-231 (texte intégral).